# Закон Педерсена (акцентология)
Закон Педерсена (иногда закон Соссюра — Педерсена") — нефонетический, возможно, один из древнейших акцентуальных процессов времен балто-славянского единства. Суть закона заключается в передвижении ударения существительных, состоящих из более чем двух слогов, влево — с одного слога на предыдущий.
- *dʰugh₂tḗr →… лит. duktė «дочка» (2 слога), но dùkterį «дочку» (так как 3 слога).
- *poh₂imń →… лит. piemuõ «пастух» (2 слога), но píemenį «пастуха» (так как 3 слога).
- *do‑uédʰoh2 → слав. *dȍ‑vedǫ.
- *gʰolHwéh₂ →… рус. головá, но гóлову, лит. galvà, но gálvą «так же», gálvа «головой».
- лит. druskà «соль», но drùskinis «солевой».
- *ne + vẽda →… лит. nèveda.

Е. Курилович предложил «сконвертировать» данный закон так:
- *хẋх → ẋхх и
- *ххẋ → хẋх, где х — любой слог, а ẋ — ударный.

## История
Сначала передвижение ударения из среднего слога в 1896 году предложил для балтийских языков Ф. де Сосюр, добавив сноску:
Il est malheureusement difficile de dire le caractère exact qu'aurait cette loi, car il ya des obstacles à la transformer en loi phonétique pure et simple

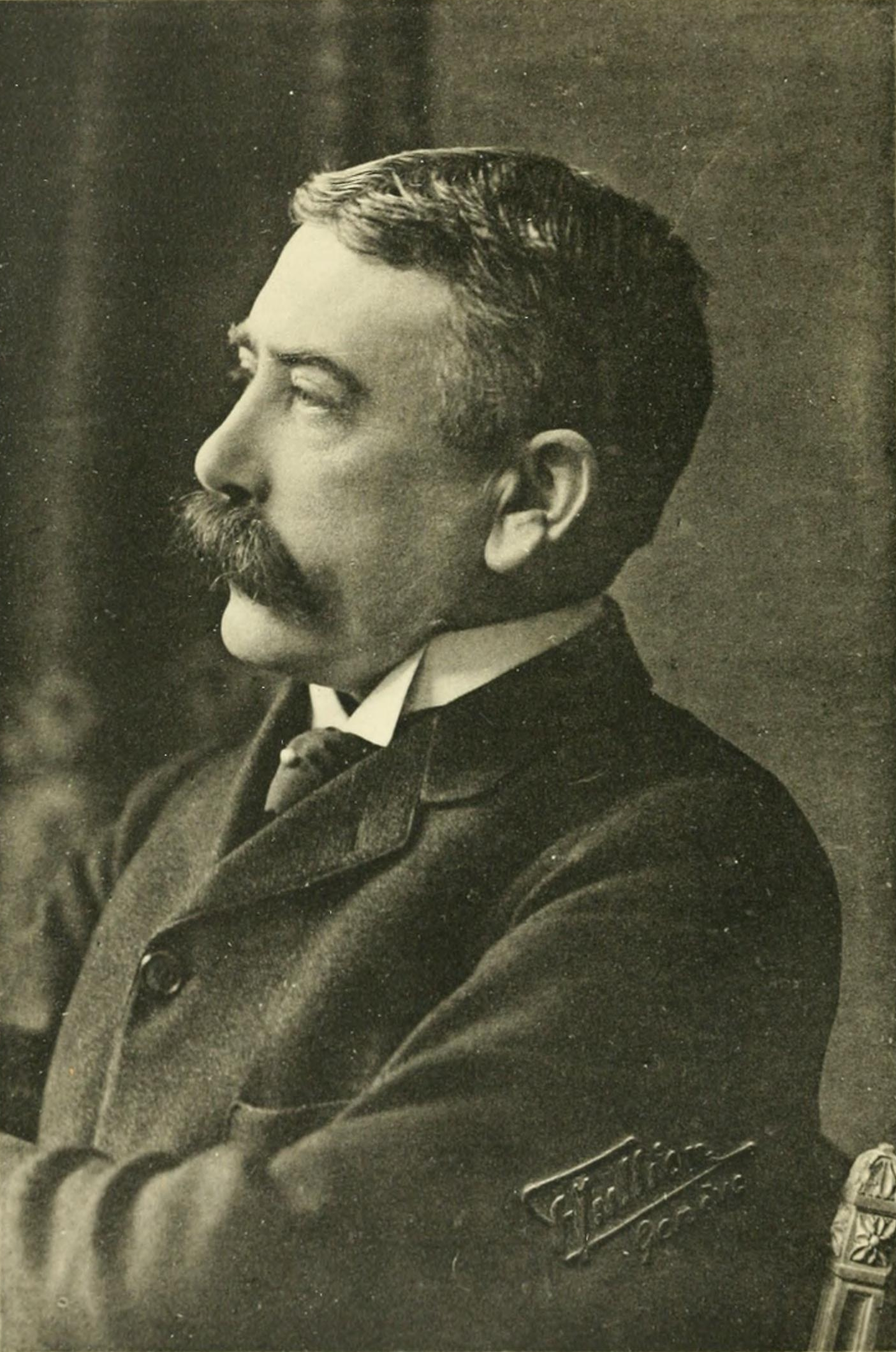
Фердинанд де Соссюр
Ф. де Соссюр обнаружил в литовском языке близость «подвижности» акцента к греко-арийским нетематическим именам и предложил такую схему возникновения маргинальной подвижности для многосложных основ, когда в им. пад. единственного числа ударение падает на последний слог (сравн. гр. thugatér «дочка» и thugatéra «дочку»):
| Падеж        | Греч.  | Пралитов.   | Литов.   |
| ------------ | ------ | ----------- | -------- |
| Именительный | πατήζ  | *duktė̃ →    | duktė̃    |
| Родительный  | πατζός | *duktẽres → | dukterès |
| Дательный    | πατέζι | *duktẽri →  | dùkteri  |
| Винительный  | πατέζα | *duktẽrin → | dùkterį  |

По мнению Ф. где Сосюра, маргинальная подвижность литовских нетематических имен могла возникнуть из индоевропейской «подвижности» в результате перекидывания ударения со слога элемента, предшествующего окончанию, на начало словоформы.
Позднее 1933 Г. Педерсен распространил действие закона и на славянские языки, решив проблему Ф. де Соссюра:
Recul d'un accent qui contrastait avec un autre accent (final) dans le même paradigme, et qui à cause de cecontraste était exagéré et anticipé
Хольгер Педерсен
Он считал, что передвижение ударения распространилось с основ существительных на согласный и на *ā-, *ŏ- основы. С этим соглашается Ф. Кортландт.

### Хронология
Сейчас трудно установить даже относительную хронологию. Ф. Кортландт считает, что это первый закон такого типа, возможно, даже древнейший акцентуальный закон времен балто-славянского единства. По его мнению, данное явление имело место дважды: сначала в балто-славянском сообществе, а затем, после распада, уже только в славянских языках. Подтверждением этому является то, что, например, в русском передвижение ударения есть там, где его не знают балтийские языки. Обычно, «второе» передвижение происходит на предлоге: на́ воду [на́ ваду], на́ ноги [на́ наги], не́ был, про́дал, по́вод [по́вад], во́ время и тому подобное.
Закон Педерсена действовал после закона Иллич-Свитыча.

### В литовском языке
Балтийские языки однозначно свидетельствуют, что было два временно разных передвижения. Так, в литовском есть такие глаголы, где акцент переместился на префикс и которые имеют подвижное ударение в активных причастиях: vedù, vẽda, nèveda, prìveda, vedãs, vẽdantį, vẽdė. Другие же глаголы имеют закрепленное ударение на корневом слоге, кроме разве что тех форм, где действует закон Соссюра, например: sakaũ, sãko, nesãko, sãkąs, sãkė.